# Muzeum Ludowych Instrumentów Muzycznych w Szydłowcu
Muzeum Ludowych Instrumentów Muzycznych w Szydłowcu – instytucja kultury samorządu województwa mazowieckiego mająca swą siedzibę w Szydłowcu.
Muzeum gromadzi, chroni, upowszechniania i promuje najcenniejsze obiekty i zjawiska materialnej i niematerialnej tradycji muzycznej związanej z ludowym instrumentarium. W zbiorach muzeum znajdują się głównie polskie ludowe instrumenty muzyczne, instrumentarium z innych krajów europejskich, w tym wiele ciekawostek instrumentologicznych, jak również przykłady instrumentów muzycznych w ikonografii i zabytki związane z historią Szydłowca. Muzeum jest organizatorem i autorem m.in. wystaw, konkursów, warsztatów, koncertów muzyki tradycyjnej i ludowej oraz muzyki jazzowej i klasycznej inspirowanej muzyką tradycyjną, konferencji i sesji naukowych oraz publikacji.
Ekspozycje muzeum mieszczą się w szydłowieckim zamku – renesansowej rezydencji z XV-XVI w., należącej niegdyś do dawnych właścicieli miasta i jego dóbr.

## Historia
Muzeum Ludowych Instrumentów Muzycznych w Szydłowcu zostało powołane decyzją Ministerstwa Kultury i Sztuki oraz władz województwa kieleckiego w 1968 roku jako oddział Muzeum Świętokrzyskiego w Kielcach. Po trwających siedem lat pracach przygotowawczych prowadzonych we współpracy z badaczami polskiego folkloru muzycznego muzeum otwarto dla zwiedzających 19 maja 1975 roku, udostępniając na ekspozycji ponad 300 instrumentów i narzędzi muzycznych. Współtwórcami ekspozycji stałej byli Jadwiga Sobieska oraz dr Jan Stęszewski.
W 1976 roku, po nowym podziale administracyjnym kraju, muzeum uzyskało status placówki samodzielnej. Już na początku działalności muzeum spotkało się z wyrazami zainteresowania – dr Erich Stockmann, kierownik grupy studiów do badania ludowych instrumentów muzycznych działającej w ramach International Folk Music Council i wiceprzewodniczący tej międzynarodowej organizacji, wyraził opinię, iż muzeum szydłowieckie to pierwsze w świecie samodzielne muzeum poświęcone ludowym instrumentom muzycznym. W tym też czasie instrumenty z kolekcji muzeum zaprezentowano na wystawie w Göteborgu. W 1985 roku instytucja zorganizowała pierwszy Ogólnopolski Konkurs na Budowę Ludowych Instrumentów Muzycznych, a wystawa pokonkursowa była pierwszą wystawą czasową zorganizowaną w muzeum.
Od 1978 roku instytucja zaczęła nabywać do zbiorów także eksponaty artystyczno-historyczne, obejmujące m.in. materiały pisane, ikonografię, dokumenty, meble, przedmioty codziennego użytku, detale architektoniczne; w latach 90. XX wieku. zorganizowała kilka sesji historycznych poświęconych przeszłości Szydłowca.
W ramach administracyjnego podziału kraju placówka 1 stycznia 1999 roku przeszła pod Zarząd Starostwa Powiatu Szydłowieckiego. W tym samym roku Muzeum zostało wpisane do Państwowego Rejestru Muzeów.
Z dniem 1 stycznia 2005 roku Muzeum Ludowych Instrumentów Muzycznych w Szydłowcu zostało przejęte przez Samorząd Województwa Mazowieckiego. Była to bardzo korzystna zmiana stwarzająca nowe możliwości działania. Muzeum mogło realizować szereg zadań dzięki dotacjom celowym nowego organizatora. Samorząd Województwa Mazowieckiego przejął muzeum w roku jubileuszu 30-lecia otwarcia muzeum dla zwiedzających. Jubileusz ten muzeum uczciło m.in. sesją popularnonaukową, zorganizowało wystawy: Szydłowiec. Okruchy historii, Lira korbowa instrument zapomniany oraz koncerty, m.in. Zespołu Pieśni i Tańca Mazowsze.
Po kilkuletnim okresie problemów organizacyjnych, w perspektywie remontu zamku – wówczas jedynej siedziby muzeum, od 2011 roku stopniowo projektowano nową strategię działania instytucji, ujmując ją w wieloletnim planie perspektywicznym. W nowym założeniu muzeum stawało się placówką o charakterze ponadregionalnym, kompleksowo podejmującym działania na rzecz poszukiwania, gromadzenia, eksponowania, badania i dokumentowania polskiego instrumentarium ludowego w szerokim i wieloaspektowym zakresie, w oparciu o przekonanie, że rodzimy folklor muzyczny pozostaje tradycją żywą i należy ukazywać jego interdyscyplinarne związki z wieloma obszarami szeroko rozumianej kultury. Zwrócono uwagę m.in. na organizację własnych, pogłębionych merytorycznie wystaw, podjęto działania badawcze i wydawnicze, rozwinięto prace edukacyjne. Wsparcie organizatora, współpraca z największymi placówkami muzealnymi w kraju oraz ogólnopolskimi mediami pozwoliły na przekształcenie instytucji w nowoczesną w warstwie merytorycznej i organizacyjnej. Muzeum w rzeczywistości stało się instytucją o charakterze ogólnopolskim, a unikatowa, wciąż wzbogacana, największa kolekcja ludowych instrumentów muzycznych w kraju, dzięki szerokiej akcji promocyjnej weszła do ogólnopolskiego, a także międzynarodowego obiegu.
W latach 2012–2023 muzeum szesnaście razy zostało laureatem konkursów, w tym konkursów ogólnopolskich: dwukrotnie laureatem Konkursu na Wydarzenie Muzealne Roku „Sybilla”, trzynastokrotnie konkursu „Mazowieckie Zdarzenie Muzealne „Wierzba”, laureatem konkursu „Fonogram źródeł” organizowanego przez II Program Polskiego Radia w ramach konkursu „Nowa Tradycja” oraz Nagrody im. Oskara Kolberga.
W tych też latach podjęto i zrealizowano szereg inwestycji. W 2015 roku muzeum zrealizowało projekt przy dofinansowaniu ze środków unijnych: Instrumenty… – zobaczyć i usłyszeć tradycję, polegający na zwiększeniu walorów estetyczno-edukacyjnych oraz poprawie funkcjonalności muzeum poprzez modernizację przestrzeni ekspozycyjno-magazynowych w zamku, w ramach którego, m.in., udostępniono zwiedzającym nowe ekspozycje stałe, zwiększono bezpieczeństwo zbiorów, zmodernizowano przestrzenie magazynowe, wyposażono instytucję w nowoczesny sprzęt elektroniczny, podjęto działania wydawnicze i promocyjne. W maju 2019 roku otwarto nowo zbudowaną siedzibę muzeum przy ul. Kąpielowej w Szydłowcu – bazę administracyjno-edukacyjną instytucji, mieszczącą m.in. nowoczesne pomieszczenia magazynowe dla muzealnych zbiorów, salę konferencyjną, pomieszczenia edukacyjne, bibliotekę, pracownie merytoryczne i biura. Dzięki nowej siedzibie, stwarzającej nowe warunki pracy i przechowywania zbiorów, w pomieszczeniach zamkowych muzeum mieszczących wcześniej biura i magazyny, od 2019 roku sukcesywnie poszerzana jest i wzbogacana oferta muzealna o nowe ekspozycje stałe. Otwarta w zamku, w grudniu 2019 roku, wystawa stała „Magia instrumentów. Osobliwości inwencja trzygłosowa” jest pierwszą ekspozycją instrumentologiczną w kraju łączącą walory historyczno-artystyczne wnętrz z walorami instrumentologicznymi i oplecioną tak zróżnicowaną ofertą audialną. Wystawa w roku 2020 zdobyła kolejną „Sybillę” dla muzeum.
Wśród szerokich projektów merytorycznych realizowanych przez muzeum w ostatnich latach są, m.in.: reaktywowany po latach V Ogólnopolski Konkurs na Budowę Ludowych Instrumentów Muzycznych – jedno z najważniejszych działań muzeum, pozwalających zachować polskie dziedzictwo muzyczne; projekt „Kobieta z harfą – wokół sekretnej aury obrazu”, „Ludowe stradivariusy”, „Malecki – urzeczeni pejzażem”, „Sobiescy – zachowane w dźwiękach”, „Ale dżaz! W instrumentarium ludowego rytmu”, „Efemerofity na ziemiach polskich – śladem migracji instrumentów muzycznych” oraz wystawy: „Dudy – niezwykły instrument muzyczny”, „Harmonie – gra cały świat”, „Zobaczyć muzykę źródeł. Muzyka i ludowe instrumenty muzyczne w malarstwie polskim”, czy „Motywy muzyczne w malarstwie europejskim XVII-XIX wieku w obrazach z kolekcji Muzeum Narodowego w Warszawie”.

## Dyrektorzy muzeum
- 1968–1992: mgr Danuta Słomińska-Paprocka – 1968–1976 kierownik MLIM – Oddziału Muzeum Świętokrzyskiego w Kielcach, od 1976 dyrektor
- 1992–2002: mgr Maria Jost-Prześlakowska
- 2002–2007: dr Stefan Rosiński
- 2007–2008: mgr Włodzimierz Kurzępa – p.o. dyrektora
- 2008–2011: Jadwiga Podsiadły – p.o. dyrektora
- od 2011: dr Aneta Oborny

## Zbiory
Muzeum jest specjalistyczną placówką obejmującą swym zasięgiem teren całego kraju. Posiada w swych zbiorach ok. 2 500 muzealiów etnograficznych i historyczno-artystycznych. Szydłowieckie zbiory instrumentów muzycznych pod względem liczebności i oryginalności nie mają odpowiednika w kraju. Tworzą je głównie polskie instrumenty ludowe, w tym instrumenty tradycyjne i narzędzia muzyczne, wykonane przez ludowych twórców, jak również instrumenty profesjonalne, polskie i obce, które znalazły się w obrębie oddziaływania muzyki ludowej i używane przez muzyków ludowych, a także rekonstrukcje instrumentów, które znane są tylko z przekazów źródłowych. 
Najstarszymi obiektami są: złóbcoki (1705 r.), basy kaliskie i mazowieckie (XVIII w.), trąbki (XVIII w.), kotły (XVII/XVIII w.), bębenki (XVIII w. i XIX w.). Do najciekawszych należy m.in. największy w Polsce zbiór harmonii różnych typów, duża kolekcja skrzypiec, cymbałów, instrumentów dudowych, piszczałek i instrumentów glinianych. Jedne z najcenniejszych nabytków muzeum to instrumenty należące do legendarnej kolekcji Mariana i Jadwigi Sobieskich, wybitnych polskich etnomuzykologów nabyte przez muzeum w 2014 roku Jest to kilkadziesiąt muzycznych artefaktów, głównie instrumentów muzycznych polskich i bałkańskich, w tym m.in. lira korbowa z końca XIX w. z Rzeszniówki koło Krzemieńca (Ukraina), cymbały rzeszowskie z 1. poł. XX w., skrzypce i basy z lat 20. XX w. Jana Rafalskiego ze wsi Jagodne, instrumentów dudowych z różnych regionów Polski. Inne, cenne nabytki muzeum, to: m.in. dudy podhalańskie Eugeniusza Sieczki w z lat 30. XX w., złóbcoki Andrzeja Bednarza z 1927 z kolekcji Bolesława Trzmiela, złóbcoki „gęśliki sądeckie” Józefa Zbozienia z ok. 1930, dudy wielkopolskie Edwarda Ignysia, czy dudy żywieckie Antoniego Piechy z poł. XX w.
Zbiory muzealne poszerzane są poprzez zakupy instrumentów nagrodzonych w kolejnych edycjach Ogólnopolskiego Konkursu na Budowę Ludowych Instrumentów Muzycznych organizowanego przez muzeum cyklicznie od 1985 roku.
W zbiorach muzeum znajdują się także narzędzia lutnicze, stolarskie oraz meble z warsztatu stolarskiego słynnego lutnika lubelskiego Franciszka „Borówki” Borowieckiego oraz lutnika ludowego ze Skarżyska-Kamiennej Jana Rafalskiego. W 1969 roku na zamówienie muzeum, Jan Rafalski wykonał komplet ukazujący fazy budowy instrumentów dłubanych – skrzypiec oraz basów.

## Wystawy stałe

### Wystawa „Instrumenty… – zobaczyć i usłyszeć tradycję”
Wystawa stała „Instrumenty… – zobaczyć i usłyszeć tradycję” otwarta dla zwiedzających w 2015 roku powstała w ramach dużego projektu unijnego pod tym samym tytułem, który pozwolił zmodernizować muzeum i jego przestrzenie ekspozycyjne zgodnie z nowoczesnymi standardami muzealnictwa. Wystawa, ukazująca polskie instrumentarium ludowe, prezentowana jest w trzech komnatach wschodniego skrzydła szydłowieckiego zamku. Pierwsza komnata (Sień Radziwiłłów) ukazuje ludowe instrumenty w układzie kapel, reprezentujących najbardziej charakterystyczne regiony etnograficzne Polski, w otoczeniu oryginalnych obrazów i fotogramów prezentujących rysunki, grafiki, archiwalne zdjęcia dokumentujące instrument w ikonografii i przedstawiające go jako inspiratora artystów. Instrumenty prezentowane w dwóch kolejnych komnatach (Komnaty Radziwiłłów I i II) prezentowane są w zarysach czterech podstawowych grup, z zachowaniem źródła pochodzenia dźwięku, tj. idiofony, membranofony, chordofony i aerofony. Na wystawie dostępne są stanowiska, gdzie można usłyszeć i obejrzeć nagrania archiwalne, pochodzące ze zbiorów Muzeum. Dostępne są także audioprzewodniki w czterech językach: polskim, angielskim, niemieckim i francuskim.

### Wystawa „Magia instrumentów. Osobliwościinwencja trzygłosowa”
Otwarta w grudniu 2019 roku wystawa stała „Magia instrumentów. Osobliwości inwencja trzygłosowa” to kolejna wystawa instrumentologiczna. Prezentuje unikatowe muzyczne artefakty. Łączy walory muzykologiczne z historycznymi obiektu, w którym została udostępniona, ukazując historyczne wnętrza zamku, dekorowane renesansowymi polichromiami, polichromowanymi stropami kasetonowymi i renesansowymi detalami kamieniarskimi.
W pierwszej sali ekspozycyjnej – w Komnacie Staropolskiej, dekorowanej renesansowym, polichromowanym stropem kasetonowym, renesansowym fryzem, uwypuklono aspekt historyczny wystawy, prezentując najstarsze instrumenty ze zbiorów muzeum – instrumenty muzyczne typowe dla instrumentarium dworskiego czasów świetności szydłowieckiego zamku – XV-wieczne kotły, XVIII-wieczne trąbki, różne typy instrumentów dudowych. Opowiada o nich narrator, wplatając w swój tekst informacje o historii zamku, wartości i symbolice dekoracji wnętrz, o jego dawnych właścicielach. Jego głos zsynchronizowany z efektami światło-dźwięk tworzy zajmującą opowieść w klimacie teatrum, w który wprowadza barokowy utwór Johanna Heinricha Schmelzera Polnische Sackpfeifen a Tre, kończy zaś Bauerhochzeit Leopolda Mozarta. W komnacie tej prezentowana jest również kopia fragmentu polichromii z kościoła św. Jakuba w Mieronicach, z najstarszym w Polsce wizerunkiem św. Małgorzaty grającej na dudach (ok. 1360), czy kopia drzeworytu Zabawa w karczmie ze Składu albo skarbca znakomitych sekretów ekonomii ziemiańskiej Jakuba Kazimierza Haura z 1693 roku.
W środkowej części wystawy – w Komnacie Intermezzo mieści się Eksperymentarium Dźwięku. To przestrzeń ekspozycyjna i zarazem przestrzeń doświadczania dźwięku instrumentów poprzez grę na wybranych chordofonach (instrumentach strunowych) i idiofonach (instrumentach samobrzmiących). Tu prezentowane są różnego typu cytry oraz instrumenty mechaniczne: m.in. XIX wieczne pozytywki płytowe i wałkowe. Dzięki specjalnym aplikacjom można się także przenieść w wirtualny świat muzyki. Symulatory dźwięku umożliwiają wirtualną grę na jednym z pięciu instrumentów: cytrze, dudach, lirze korbowej, gitarze lutniowej i pozytywkach. „Zagraną” melodię można nagrać, przesłać na adres poczty elektronicznej i odsłuchać poza murami muzeum. Są też kolorowe pufopuzzle do układania wielkoformatowych obrazów, led light pady do szkicowania instrumentów. Emitowany jest film edukacyjny o fizycznej naturze dźwięku i jego właściwościach. Najmłodsi mogą także oddać się zabawie na jednym z ekranów dotykowych, na którym dostępne są specjalnie przygotowane gry związane z zagadnieniami instrumentologicznymi lub włożyć rękę, tudzież zajrzeć w głąb magicznych skrzynek kryjących instrumenty (atrakcja szczególnie ciekawa dla niedowidzących).
W Komnacie Lutniczej dekorowanej renesansowymi i empirowymi polichromiami zwrócono uwagę na estetykę i artystyczny kunszt najbardziej osobliwych instrumentów strunowych ze zbiorów muzeum. Są to gitary lutniowe, mandoliny neapolitańskie, portugalskie, skrzypce hybrydyczne, w tym skrzypce ludowe o nietypowych formach. Zwiedzający mogą je ożywić za pomocą interaktywnej batuty. Jej magiczne skinienie na wybrany instrument sprawia, że wnętrze komnaty wypełnia muzyka. Pobudzając do grania instrument (harfa) znajdujący się na „Portrecie kobiety w czarnej sukni” Johanna Petera Bredta (1820), zwiedzający znajdzie się w świecie dźwięków szydłowieckiego zamku z pierwszych dziesiątków lat XIX wieku, usłyszy bowiem Walca, który napisał w Szydłowcu niemiecki kompozytor Heinrich Gerhadt Lenz, najprawdopodobniej podczas pobytu w szydłowieckim zamku, goszcząc u ostatniej jego właścicielki, księżnej Anny Sapieżyny.

### Wystawa „Zamek w Szydłowcu. Wokół mecenatu dawnych właścicieli"
Udostępniona zwiedzającym w 2022 roku – wystawa „Zamek w Szydłowcu. Wokół mecenatu dawnych właścicieli" to pierwsza historyczno-artystyczna wystawa stała Muzeum Ludowych Instrumentów Muzycznych w Szydłowcu, dedykowana i promująca gotycko-renesansowy zamek nad Korzeniówką, będący od 1975 roku miejscem ekspozycji muzealnych zbiorów.
Wystawa zlokalizowana jest w najstarszej, północnej części zamku, sięgającej proweniencją drugiej połowy XV wieku. Jej wnętrza, zdobione wczesnorenesansowymi stropami belkowo-kasetonowymi i odtworzonym na potrzeby ekspozycji pawimentem – zgodnie z zachowanymi w zbiorach szydłowieckiego muzeum wczesnorenesansowymi płytkami posadzkowymi, stały się szczególną scenerią dla opowieści o zamku z czasów świetności (XVI-XVIII wieku), przedstawionej w kontekście fundacji jego dawnych właścicieli – znaczących niegdyś rodów, Szydłowieckich i Radziwiłłów.
Niewiele pozostało śladów po chlubnej przeszłości niezwykłego obiektu. Historia obeszła się z nim bez skrupułów. Z nielicznie zachowanych do naszych czasów fundacji dla zamku i Szydłowca na wystawie udało się jednak zgromadzić wiele cennych obiektów. Wyjątkowe miejsce zajmują późnogotyckie rzeźby ufundowane przez Szydłowieckich – Święta Anna Samotrzeć z Muzeum Diecezjalnego w Sandomierzu, Święta Barbara i późnogotycka chrzcielnica z 1511 roku – z  fary pod wezwaniem św. Zygmunta w Szydłowcu (użyczenia).
Szczególne znaczenie dla wiedzy o zamku mają eksponaty należące do Muzeum Ludowych Instrumentów Muzycznych w Szydłowcu – bezcenne dokumenty z XVI, XVII i XVIII wieku, fragmenty kafli piecowych, posadzkowych, czy kamieniarka i detale architektoniczne z dawnego zamku.
Muzyka z epoki, głos narratora, filmy o historii zamku i fundacjach dla szydłowieckiej fary, hologramy i gry multimedialne, portrety dawnych włodarzy zamku i miasta, gra świateł – to istotny kontekst ekspozycji, w którym zwiedzający poznaje dzieje niezwykłej rezydencji nad Korzeniówką i zasługi jej kolejnych właścicieli dla rozwoju i upiększenia zamku.